# Vincent Enyeama
Vincent Enyeama (Kaduna, 29 augustus 1982) is een Nigeriaans voetballer die als doelman speelt. Hij staat onder contract bij Lille OSC. Sinds 2002 is hij international van Nigeria.

## Biografie
Enyeama benutte een aantal strafschoppen in zijn carrière. Hij maakte 21 doelpunten in 546 wedstrijden. Ook heeft hij 101 interlands gespeeld voor het Nigeriaans voetbalelftal.
Met Nigeria werd hij onder meer derde op het eindtoernooi van de Afrika Cup en won hij tweemaal de Afrikaanse Champions League. Op 8 oktober 2015 zette Enyeama een punt achter zijn internationale carrière. Hij nam met zijn vaderland ook deel aan het Wereldkampioenschap voetbal 2010 in Zuid-Afrika, waar The Super Eagles onder leiding van de Zweedse bondscoach Lars Lagerbäck voortijdig werden uitgeschakeld in een groep met Argentinië, Griekenland en Zuid-Korea.
In 2004 was Enyeama betrokken bij een auto-ongeluk. Hij reed met zijn auto in op twee motorrijders die hierbij om het leven kwamen. Enyeama kwam, ondanks de totaal verwoeste auto, er met enkele blauwe plekken vanaf.
Op 10 februari 2013 won hij met Nigeria de Afrika Cup 2013 na 1-0 winst tegen Burkina Faso. Op 8 oktober 2015 zette Enyeama een punt achter zijn internationale carrière, dit was zijn 101e interland en werd hiermee recordinternational van Nigeria.

## Erelijst
Nigeria
- Afrika Cup

2013